# Wilhelm Rixrath
Wilhelm Rixrath (* 6. März 1849 in Niedereichstädt; † 17. August 1909 in Sankt Goar) war ein preußischer Verwaltungsbeamter. 1891 versah er auftragsweise die Verwaltung des Kreises Sankt Goar.

## Leben
Der Protestant Wilhelm Rixrath war Militärinvalide. Ab 1880 als Kreissekretär auf dem Landratsamt in Sankt Goar beschäftigt, versah er dort nach der Umsetzung des Landrats Werner von Weiher auftragsweise von Mai bis August 1891 in dieser Funktion die Verwaltung des Kreises Sankt Goar. Er starb im Dienst.